# Cista (archeologia)

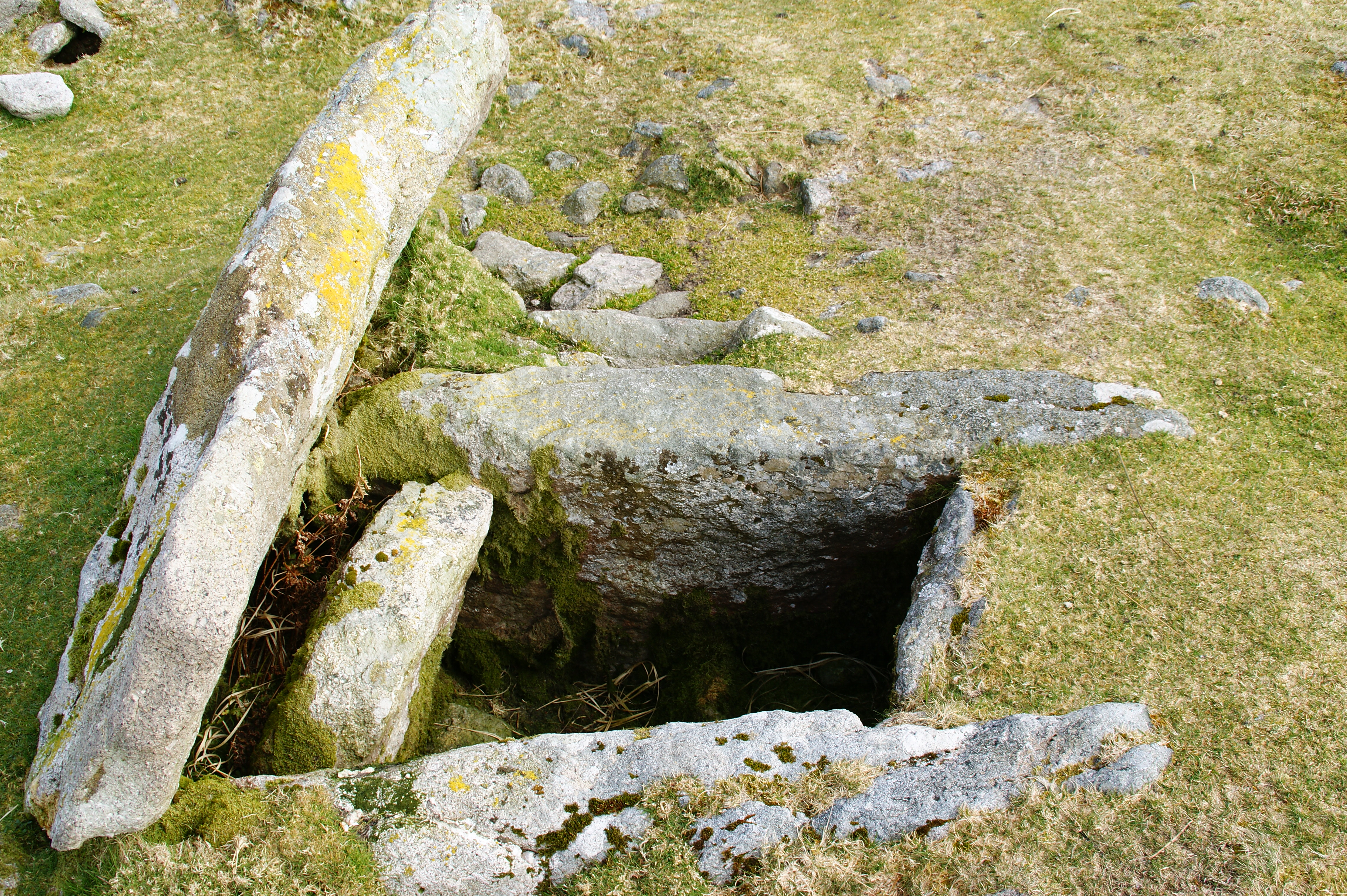
Una kistvaen a sud di Dartmoor a Drizzlecombe (Inghilterra) che mostra una pietra di chiusura ed una struttura a cista interna.

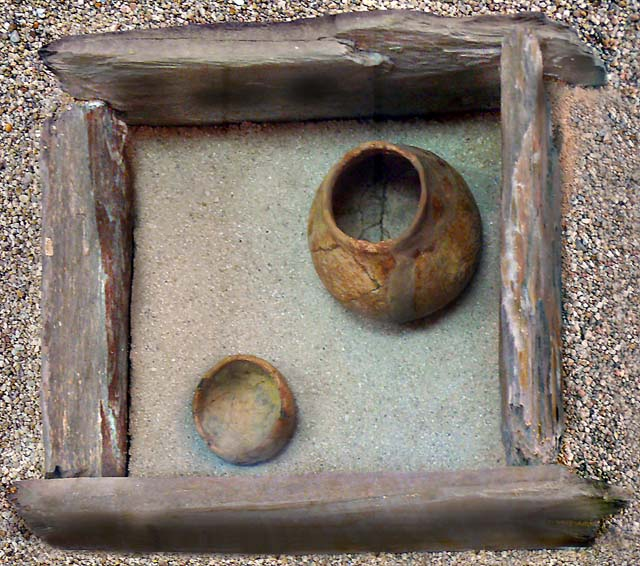
Un esempio di cista

Una cista (dal greco κίστη o dal germanico kiste) è una sepoltura a scatola di pietra utilizzata in antichità per accogliere i corpi dei defunti. Esempi di questo genere si possono trovare in tutta Europa e nel Medioriente.
Una cista spesso era associata ad altri monumenti come cairn o tumuli. Molte ciste possono essere raccolte sotto un solo tumulo. Nelle ciste scavate spesso sono stati trovati monili e ornamenti che indicano la ricchezza o la provenienza del sepolto.

## Esempi regionali
Israel
- Tel Kabri (Area A), Alta Galilea

Scozia
- Cista Balblair, Beauly, Inverness
- Dunan Aula, Craignish, Argyll e Bute
- Holm Mains Farm, Inverness

Estonia
- Sepolture di Jõelähtme (Rebala), contea di Harju

Guatemala
- Mundo Perdido, Tikal, Dipartimento di Petén